# مالئآت پتاسیم
مالئآت پتاسیم (به انگلیسی: Potassium malate) یک ترکیب شیمیایی با شناسه پاب‌کم ۱۶۴۶۸۹ است. 